# Horní Lutyně
Horní Lutyně (früher Polská Lutyně, deutsch Polnischleuten, polnisch Lutynia Polska) ist der nördlichste Ortsteil der Stadt Orlová im Okres Karviná in Tschechien. Unter dem Namen Lutyně ist er seit den 1960er Jahren der bevölkerungsreichste Stadtteil (über 3/4 der Bevölkerung) sowie das neue Zentrum der Stadt Orlová (das alte Orlová liegt im Stadtteil Město). Er liegt im Ostrauer Becken, südlich der Schwestersiedlung Dolní Lutyně (Deutschleuten), einer unabhängigen Gemeinde entlang der Lutyňka.

## Geschichte

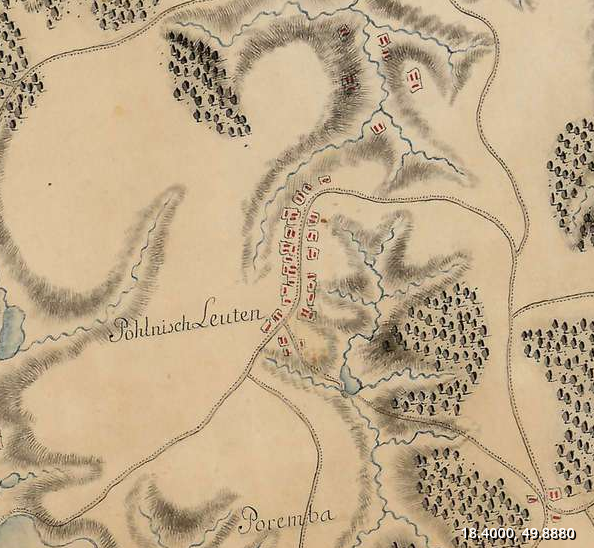
Polnisch-Leuten auf der Karte aus dem Jahr 1763

Das Dorf Lutynia wurde am wahrscheinlichsten von Benediktinern gegründet, die sich 1268 in Orlau ansiedelten. Im Liber fundationis episcopatus Vratislaviensis (Zehntregister des Bistums Breslau) wurde item in Luthina LXXI mansi erwähnt. Das Dorf war also überdurchschnittlich groß (71 Hufen) und später etablierte sich die Unterteilung auf zwei Dörfer, z. B. im Jahr 1450: Lutynie utrumque Theutonicum et Polonicum. Der Ortsname ist topographischer Herkunft (*ljut- sumpfig) mit dem Suffix -ynia. Nach Idzi Panic waren die Adjektive Polnisch und Deutsch in den Ortsnamen aus dem Recht, nach dem wurden sie begründet, abgeleitet. Nach ihm wäre Polnisch-Leuten erst später, nach Deutsch-Leuten (aus dem Liber Fundationis) nach Ius Polonicum gegründet, und im Jahr 1365 erstmals erwähnt. In der Regel wird jedoch das polnische Recht bereits mit älteren Siedlungen, Rundlingen, oft auf einem Hügel, verbunden, eine Siedlungstradition, die genau durch die deutschrechtliche Kolonisation veraltet wurde. Das größere Deutsch-Leuten mit der Pfarrkirche lag entlang der Lutyňka im Norden, das kleinere Polnisch-Leuten im hügeligen Süden entlang eines Wegs.
Seit 1327 bestand das Herzogtum Teschen als Lehensherrschaft des Königreichs Böhmen, seit 1526 gehörte es zur Habsburgermonarchie. Beide Dörfer blieben im Besitz der Benediktiner bis zur Reformation. Im Jahre 1573 entstand die Freie Standesherrschaft von Freistadt, der das Dorf unterstand, aber wurde später mit der freien Minderstandesherrschaft von Deutsch-Leuten ausgegliedert. Ab 1792 im Besitz der Familie Larisch von Karwin.
In der Beschreibung Teschener Schlesiens von Reginald Kneifl im Jahr 1804 (meistens Stand aus dem Jahr 1799) war Pohlnischleuten, pohlnisch: Polsko Lutynia in der freien Minder-Standesherrschaft Reichwaldau im Teschner Kreis mit 57 Häusern und 365 schlesisch-polnischen Einwohnern.
Nach der Aufhebung der Patrimonialherrschaften bildete Polnischleuten ab 1850 eine Gemeinde in Österreichisch-Schlesien, Bezirk Teschen und ab 1868 im Bezirk Freistadt. Derweil nahm die ethnographische Gruppe der schlesischen Lachen (Untergruppe der Schlesier) deutliche Gestalt an, wohnhaft in Polnischleuten, traditionell Teschener Mundarten sprechend.
1913 wurde die Lokalbahn (Straßenbahn) zwischen Oderberg und Karwin durch Deutsch- und Polnischleuten eröffnet, was den einfachen Zutritt der Dorfbewohner zur Arbeit in der Industrie ermöglichte.
1918, nach dem Zusammenbruch der k.u.k. Monarchie, wurde das Gebiet von Teschen strittig. Am 5. November laut dem Vergleich zwischen polnischen und tschechischen Nationalräten wurde Polnischleuten ein Teil Polens. Die tschechoslowakische Regierung erkannte den Vergleich nicht an. Nach dem Polnisch-Tschechoslowakischen Grenzkrieg, einer nicht verwirklichten Volksabstimmung, sowie der Entscheidung des Botschafterrats der Siegermächte am 28. Juli 1920 wurde der Ort unter dem Namen Polská Lutyně ein Teil der Tschechoslowakei und des Bezirks Karviná.
1938 wurde der Ort als Lutynia Polska an Polen angeschlossen und kam im Jahre darauf nach der Besetzung Polens zum Deutschen Reich (Landkreis Teschen). Im Zweiten Weltkrieg wurde das Adjektiv Polnisch erstmals in der Geschichte auf Ober (nach dem Krieg Horní im Tschechischen) im Ortsnamen geändert.

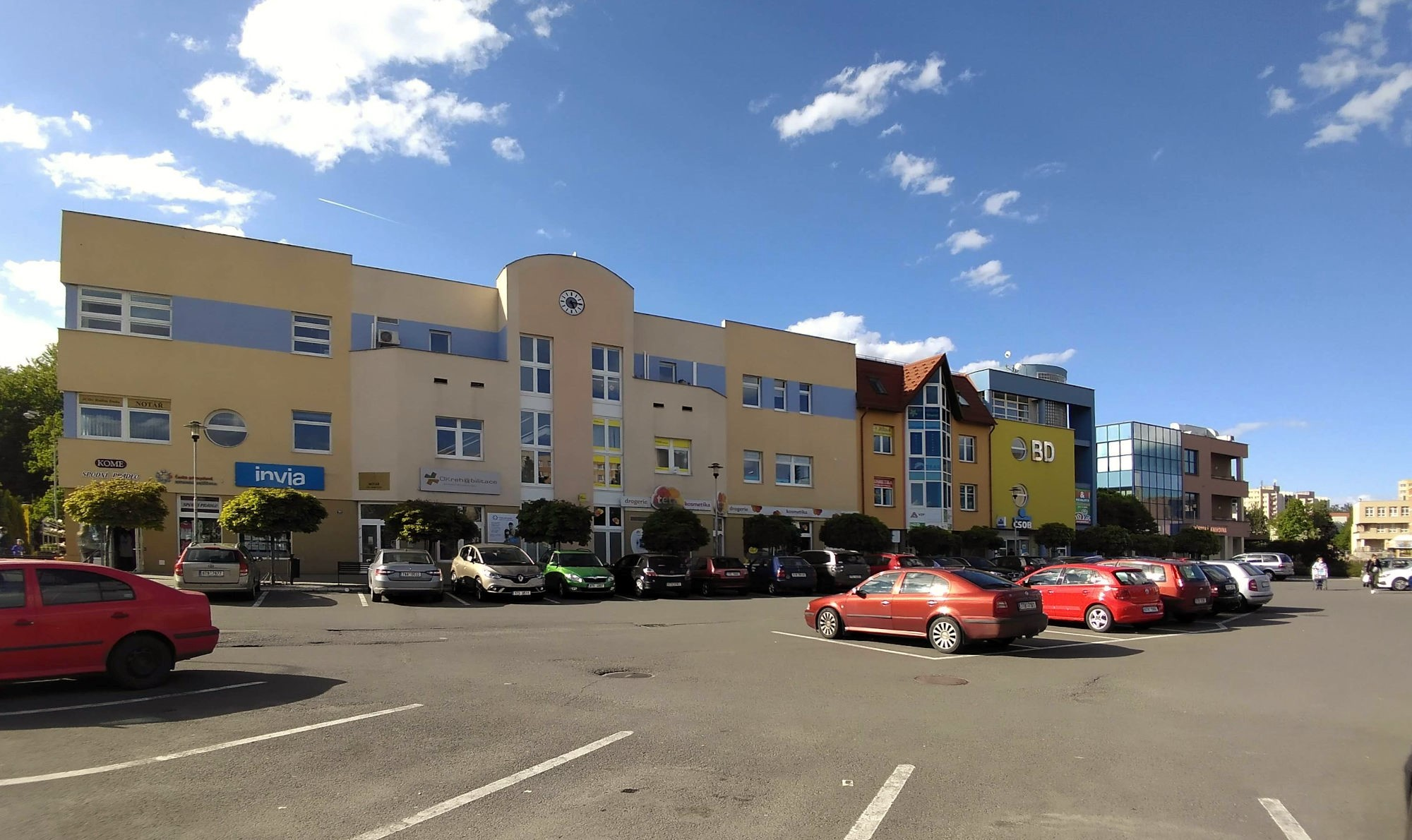
Marktplatz

1960 wurde Horní Lutyně nach Orlová unter dem Namen Lutyně eingemeindet und als das neue sozialistische Zentrum konzipiert, weil das alte Orlová unter schweren Bergschäden litt. Der Bau von Plattenbausiedlungen begann im Jahr 1963. Die Einwohnerzahl explodierte. Lutyně bzw. das neue Orlová (das alte Orlová ist eine Peripherie der Stadt) ist heute eine Schlafstadt der Ostrau-Karwiner Industriegebiet, das alte Polnisch-Leuten ist untergegangen.

### Einwohnerentwicklung
| Jahr      | 1869 | 1880 | 1890 | 1900 | 1910 | 1921 | 1930 | 1950 | 1961 | 1970 | 1980  | 1991  | 2001  |
| --------- | ---- | ---- | ---- | ---- | ---- | ---- | ---- | ---- | ---- | ---- | ----- | ----- | ----- |
| Einwohner | 843  | 1050 | 1200 | 1733 | 2133 | 2231 | 2691 | 2403 | 2687 | 9621 | 17521 | 28077 | 26577 |

1. ↑  Darunter: 997 (95,9 %) polnischsprachig, 26 (2,6 %) deutschsprachig, 17 (1,6 %) tschechischsprachig;
2. ↑  Darunter: 1157 (97,9 %) polnischsprachig, 11 (0,9 %) deutschsprachig, 14 (1,2 %) tschechischsprachig;
3. ↑  Darunter: 1688 (98,2 %) polnischsprachig, 14 (0,8 %) deutschsprachig, 17 (1 %) tschechischsprachig;
4. ↑  Darunter: 2015 (95,5 %) polnischsprachig, 17 (0,8 %) deutschsprachig, 79 (3,7 %) tschechischsprachig; 2046 (96 %) römisch-katholisch, 56 (2,6 %) evangelisch, 15 (0,7 %) israelitisch;